# Izvoarele (Prahova)
Izvoarele é uma comuna romena localizada no distrito de Prahova, na região de Muntênia. A comuna possui uma área de 75.01 km² e sua população era de 6866 habitantes segundo o censo de 2007.